# Chūshingura
Chūshingura (忠臣蔵) est le terme utilisé pour désigner toutes les fictions fondées sur la légende des 47 rōnin. Commençant avec Kanadehon Chūshingura (仮名手本忠臣蔵), l'histoire fut ensuite adaptée au théâtre kabuki, au bunraku, en pièces de théâtre classiques, films, romans, séries télévisées et autres médias. Avec dix productions télévisées différentes sur la décennie 1997-2007, les Chūshingura restent les fictions les plus réutilisées au Japon.

## Faits historiques

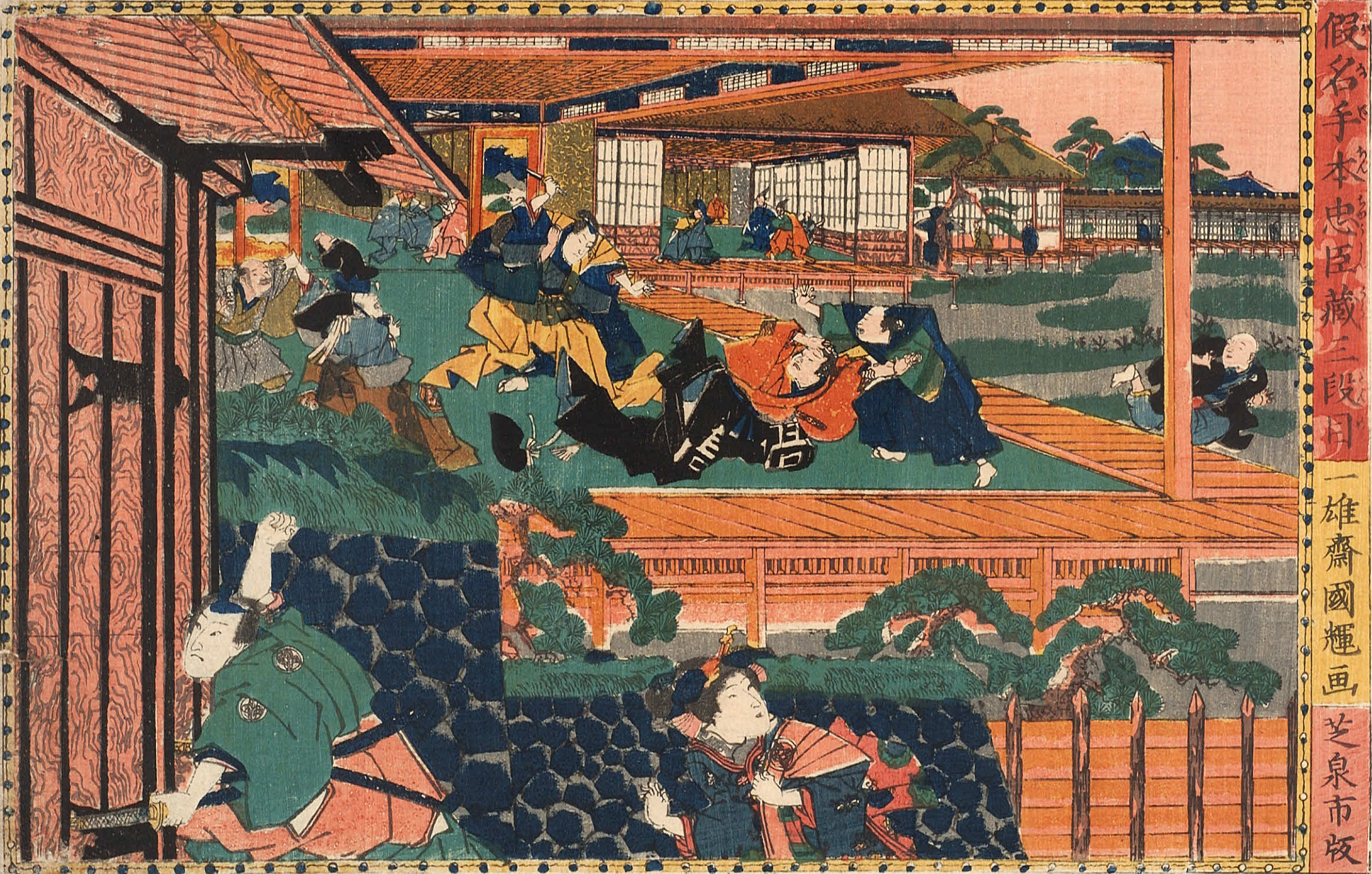
Représentation de l'attaque de Naganori Asano sur Yoshinaka Kira, dans le Couloir des Pins (Matsu no Ōrōka) du château d'Edo en 1701, l'incident qui déclencha la tragédie des 47 rōnin.

La légende des 47 rōnin est fondée sur de véritables faits historiques qui débutent en 1701. Le shogun de l'époque, Tsunayoshi Tokugawa, chargea Naganori Takumi-no-kami Asano, le daimyo d'Akō, d'accueillir les envoyés de la cour impériale de Kyoto. Il confia également à Yoshinaka Kōzuke-no-suke Kira, le maître de cérémonies (kōke), la tâche d'instruire Asano au protocole. Le jour de l'arrivée des ambassadeurs, au château d'Edo, Asano tenta de tuer Kira avec son épée. Les raisons exactes de cet acte sont plutôt floues, mais il est probable que Kira ait insulté Asano à plusieurs reprises. Pour ce crime, Asano dut se faire seppuku le jour même, et Kira resta impuni. Le shogunat confisqua ensuite les terres d'Asano (le domaine d'Akō) et licencia ses samouraïs qui devinrent dès lors des rōnin (guerriers sans maître).
Pendant les deux ans qui suivirent, Ōishi Kuranosuke, un ancien samouraï de haut rang autrefois au service d'Asano, dirigea un groupe de 47 des rōnin (certaines sources parlent de 46 rōnin). Ils attaquèrent le domicile de Kira à Edo, le capturèrent, le tuèrent et apportèrent sa tête sur la tombe de leur maître Asano. Ensuite, ils se rendirent aux autorités et furent condamnés à se faire seppuku. Ōishi est souvent le personnage principal des fictions fondées sur cette histoire, les Chūshingura (« Le trésor des loyaux serviteurs »).
Le premier récit occidental de cet incident fut publié en 1822 par Isaac Titsingh dans Illustrations of Japan.

## Bunraku
Un spectacle de marionnettes appelé Kanadehon Chūshingura fondé sur cette histoire fut écrit par Izumo Takeda (1691–1756), Miyoshi Shōraku (1696–1772) et Namiki Sōsuke (1695–1751). La première représentation eut lieu en août 1748 au théâtre Takemoto-za dans le quartier de Dōtonbori à Osaka, et une adaptation quasi identique au théâtre kabuki apparut juste un an plus tard. Le titre signifie Livre des kanas du trésor des loyaux serviteurs. L'expression Livre des kanas fait référence à la coïncidence qu'il existe 47 kanas et 47 rōnin, et que la pièce attribue un kana à chaque rōnin pour les identifier. Les 47 rōnin étaient les serviteurs loyaux d'Asano ; le titre les lie à un trésor mystérieux. Pour éviter la censure du shogunat, les auteurs ont placé l'histoire à l'époque du Taiheiki (plusieurs siècles auparavant), et ont changé le nom des protagonistes. Le spectacle fut joué tous les ans en version bunraku et kabuki, mais ce n'était le plus souvent que quelques actes qui étaient joués et non la pièce en entier.

## Kabuki
Les sections de Kanadehon Chūshingura sont reproduites ci-dessous avec la permission des auteurs du livre A Guide to the Japanese Stage, Ronald Cavaye, Paul Griffith et Akihiko Senda, publié par Kondansha International, Japon : 
Kanadehon Chūshingura (« Le trésor des loyaux serviteurs »), est fondé sur des faits historiques qui se sont déroulés de 1701 à 1703. Pour éviter la censure du shogunat, les auteurs ont placé l'époque de la pièce au début de la période Muromachi (1333-1568), et les noms des personnages furent modifiés. L'histoire principale concerne le daimyo Enya Hangan, qui est poussé à bout et tente de tuer un haut fonctionnaire, Kô no Moronō (note : les furigana du nom Moronō s'écrivent Moronao mais se prononcent Moronō). Le simple fait de tirer une épée dans le palais du shogun était un acte gravissime ; ainsi, Hangan est condamné à se faire seppuku, ou suicide rituel par éventration. La cérémonie est effectuée avec une grande formalité et, dans son dernier souffle, il fait clairement comprendre au chef de ses serviteurs, Ōboshi Yuranosuke, qu'il désire être vengé de Moronō. Quarante-sept des samouraïs d'Hangan, ou rōnin, maintenant sans maître, attendent alors leur moment. Yuranosuke en particulier, fait croire qu'il mène une vie de débauche dans le quartier des plaisirs de Gion à Kyoto afin que les gardes de l'ennemi relâchent leur surveillance. En fait, ils font des préparatifs discrets et méticuleux et, au cœur de l'hiver, attaquent le palais de Moronō à Edo et le tuent. Conscients, cependant, que cet acte reste un crime, les serviteurs apportent la tête de Moronō sur la tombe de leur seigneur et se font tous seppuku.
Acte I, Tsurugaoka kabuto aratame (« L'offrande du casque au sanctuaire Hachiman »). Cet acte a une ouverture particulière, pendant laquelle le rideau s'ouvre lentement pendant plusieurs minutes, accompagné des battements du ki de quarante-sept individus, un pour chaque rōnin héroïque. Progressivement, les acteurs apparaissent devant le sanctuaire Hachiman à Kamakura, affaissés comme des marionnettes sans vie.
Le narrateur gidayū prononce alors le nom de chaque personnage qui reprend vie. La nature mauvaise du seigneur Moronō est immédiatement visible de par sa robe noire et la mine furieuse qu'il fait lorsque son nom est prononcé. Il est hostile aux seigneurs jeunes et inexpérimentés. Ils sont tous réunis pour retrouver et offrir un casque particulier au sanctuaire et c'est la femme d'Hangan, Kaoyo, qui l'identifie. Quand la cérémonie se termine et qu'il se retrouve finalement seul avec Kaoyo, Moronō lui fait des avances mais elle le repousse.
Acte II, « Le scriptorium du temple Kenchōji ». Quand l'acte II est joué en kabuki, c'est souvent celui d'une ancienne version jouée par Ichikawa Danjūrō VII (1791-1859), et intitulée « Le scriptorium du temple Kenchōji ». Une représentation de l'acte II est extrêmement rare, et même lorsque la pièce est jouée « en entier » (tōshi kyōgen), cet acte est souvent exclu.
Les scripts bunraku et kabuki d'origine de l'acte II sont identiques, et l'histoire est la suivante : l'acte se déroule dans le palais du jeune daimyo Momonoi Wakasanosuke. Le chef de ses serviteurs, Kakogawa Honzō, bavarde avec les employés à propos de l'humiliation de leur maître par Moronō au temple Tsurugaoka la veille de la cérémonie. Même la femme d'Honzō, Tonase, et sa fille, Konami, en parlent. Ōboshi Rikiya, le fiancé de Konami, et le fils du chef des serviteurs d'Enya Hangan, Ōboshi Yuranosuke, débarque et annonce que Moronō a ordonné à Hangan et Wakasanosuke de se rendre au palais à quatre heures du matin afin de préparer la cérémonie pour le petit frère du shogun qu'ils devront amuser.
Wakasanosuke entend le message et jette tout le monde dehors sauf Honzō. Il parle alors des insultes qu'il a reçues et de sa volonté de se venger. Il décide de tuer Moronō demain même si cet acte téméraire et illégal entraîne la dissolution de sa maison. Étonnamment, Honzō, qui est plus vieux et plus sage, le prend en sympathie et, comme un symbole que Wakasanosuke doit aller au bout de ses désirs, coupe la branche d'un pin bonsaï. Il est une heure du matin et Wakasanosuke s'en va faire ses adieux à sa femme. Dès que son maître est parti, Honzō demande en urgence son cheval. Interdisant à sa femme et sa fille de divulguer ses intentions, il galope jusqu'à la demeure de Moronō pour empêcher ce qui serait un désastre à la fois pour son maître et pour la maison de son maître.
Acte III, scène 2, Matsu no rōka (« Le corridor des pins au palais du shogun »). C'est la scène qui scelle le destin d'Hangan. Offensé pour avoir été repoussé par Kaoyo, Moronō lance des insultes à Hangan, l'accusant d'être incompétent et d'être en retard à son poste. Hangan, dit-il, est comme un petit poisson : il n'est compétent que dans une petite source (son petit domaine), mais mettez-le dans une grande rivière (le palais du shogun), et il se cogne le nez contre le pilier d'un pont et meurt. Ne pouvant supporter les insultes plus longtemps, Hangan frappe Moronō mais, à son grand regret, ne parvient pas à le tuer car il est retenu par le serviteur de Wakasanosuke, Kakogawa Honzō.
Acte IV, scène 1, Enya yakata no ba (« Le seppuku d'Enya Hangan »). Hangan est condamné à se faire seppuku et son château est confisqué. Le facteur émotionnel de cette scène est la mort d'Hangan. Les préparatifs pour la cérémonie sont effectués. Il doit se tuer sur deux tatamis retournés, recouverts d'un drap blanc et qui ont de petits vases d'anis placés aux quatre coins. Les détails du seppuku sont précisément montrés : la première coupe a lieu sous la cage thoracique à gauche, la lame se dirige ensuite vers la droite, et finalement, une petite incision est faite vers le haut avant de retirer la lame. Hangan va cependant aussi lentement qu'il le peut car il veut être sûr que le chef de ses serviteurs, Yuranosuke, comprenne ses dernières volontés. Au dernier moment, Yuranosuke se précipite au chevet de son seigneur qui se meurt et qui lui dit qu'il veut être vengé de Moronō. Puis Hangan quitte ce monde en se coupant la veine jugulaire.
Acte IV, scène 2, Uramon (« La porte arrière du palais »). La nuit tombe et Yuranosuke, laissé seul, dit adieu au palais. Il tient la dague ensanglantée avec laquelle son seigneur s'est tué et la lèche comme pour affirmer qu'il respectera le dernier souhait de son maître. Le rideau se ferme et un joueur de shamisen entre par le côté de la scène, accompagnant la sortie de Yuranosuke le long du hanamichi.
Interacte, Michiyuki tabiji no hanamuko (Ochiudo) (« Les fugitifs »). Ce michiyuki ou « voyage-dansant » a été ajouté à la pièce en 1833 et est très souvent joué à part. La danse représente les amoureux, Okaru et Kanpei, qui sont en chemin vers la maison des parents d'Okaru dans les environs, après la mort d'Hangan. Kanpei était le serviteur qui accompagna Hangan au palais du shogun et il est maintenant coupable d'avoir failli à protéger son seigneur. Il désire se suicider pour expier son pêché, mais Okaru le persuade d'attendre. Le couple est alors surpris par le comique Sagisaki Bannai et ses hommes lâches. Ils travaillent pour le seigneur Moronō mais Kanpei les défait facilement et ils continuent leur route.
Acte V, scène 1, Yamazaki kaidō teppō watashi no ba (« Les coups de feu sur la route Yamazaki »). Bien qu'elles soient une partie périphérique de l'histoire, ces deux scènes sont très populaires à cause de leur excellente mise en scène et de leur action dramatique. Kanpei vit maintenant chez les parents d'Okaru et cherche désespérément à rejoindre la vendetta. Lors d'une nuit sombre et pluvieuse, nous le voyons à la chasse au sanglier. Entretemps, Okaru a accepté que son père, Yoichibei, la vende comme prostituée à Kyoto pour amasser de l'argent pour la vendetta.
Sur le chemin du retour du quartier des plaisirs de Gion avec la moitié de l'argent en espèces à titre d'acompte, Yoichibei est cependant assassiné et dépouillé par Sadakurô, le cruel fils de Kudayū, l'un des serviteurs d'Hangan. Sadakurō est vêtu d'un kimono noir austère et, bien que bref, son rôle est célèbre pour son sinistre appel au sang. Au même moment, Kanpei tire sur un sanglier mais le rate. Au lieu de cela, le tir touche Sadakurō qui meurt, des gouttes de sang jaillissent de la bouche de Sadakurō et tombent sur sa cuisse nue. Kanpei trouve le corps mais n'arrive pas à l'identifier à cause de l'obscurité. Croyant à peine à sa chance, il découvre l'argent à côté du cadavre et décide de le prendre pour le donner à la vendetta.
Acte VI, Kanpei seppuku no ba (« Le seppuku de Kanpei »). Kanpei découvre le corps de Yoichibei et croit faussement qu'il est le responsable de sa mort, il se fait alors seppuku. La vérité, cependant, est révélée avant que Kanpei n'expire et, pour avoir versé son propre sang, il est autorisé à ajouter son nom à la liste de la vendetta.
Acte VII, Gion Ichiriki no ba (« La maison de thé de Gion ») Cet acte donne un avant-goût du quartier des plaisirs de Gion. Yuranosuke feint de mener une vie de débauche dans la même maison de thé où Okaru travaille. Kudayū, le père de Sadakurō, débarque. Il travaille maintenant pour Moronō et son but est de découvrir si Yuranosuke prévoit toujours de se venger ou non. Il teste les objectifs de Yuranosuke en lui offrant un repas à la date d'anniversaire de la mort de leur seigneur alors qu'il doit garder le jeûne. Yuranosuke est forcé d'accepter. L'épée de Yuranosuke — l'âme du samouraï — est également couverte de rouille. Il semble ainsi que Yuranosuke n'a pas le désir de se venger. Mais encore incertain, Kudayū se cache sous le porche. Se croyant maintenant seul, Yuranosuke commence à lire dans sa tête une lettre secrète expliquant les préparatifs de la vendetta.
Sur un balcon supérieur, Okaru sort se rafraîchir à la brise du soir et, voyant Yuranosuke non loin, elle réussit à lire la lettre en la reflétant dans son miroir. Comme Yuranosuke déroule le parchemin, Kudayū, aussi, examine la fin qui traîne jusque sous le porche. Soudain, l'une des épingles à cheveux d'Okaru tombe et touche Yuranosuke qui enroule aussitôt le parchemin. Découvrant que la fin a été arrachée, il se rend compte que d'autres personnes connaissent son secret et qu'ils doit les réduire au silence tous les deux. Feignant d'être heureux, il appelle Okaru pour qu'elle descende et lui propose de racheter son contrat. Il se retire supposément pour entériner l'accord. Puis Heiemon, le frère d'Okaru, entre et, après avoir entendu la scène, se rend compte que Yuranosuke a l'intention de la tuer pour la faire taire. Il persuade Okaru de le laisser la tuer afin de sauver leur honneur et elle accepte. En entendant tout, Yuranosuke est convaincu de la loyauté du duo et les arrête. Il donne une épée à Okaru et, guidant sa main, la plonge dans le plancher pour tuer Kudayū.
Acte VIII, Michiyuki tabiji no yomeiri (« Le voyage de la mariée »). Lorsque Enya Hangan avait tiré son épée contre le méchant Moronō à l'intérieur du palais du shogun, c'est Kakogawa Honzō qui l'avait retenu, l'empêchant de tuer le vieux seigneur. Maintenant, la fille d'Honzō, Konami, est fiancée au fils de Yuranosuke, Rikiya, mais à cause de l'événement tragique, le mariage a été reporté, provoquant beaucoup d'embarras à la jeune fille. Décidée à ne pas laisser les choses en l'état, la femme d'Honzō, Tonase, décide d'amener Konami au domicile de Yuranosuke pour forcer le mariage. Cet acte prend la forme d'une danse michiyuki dans laquelle Tonase conduit sa belle-fille le long de la grande route Tōkaidō, l'artère principale entre Edo à l'est et Kyoto à l'ouest. Sur le chemin, elles passent devant un certain nombre de sites célèbres tels que le mont Fuji et, lorsqu'elles croisent une procession de mariage, Konami regarde envieusement, pensant que dans des temps meilleurs elle se serait montrée elle aussi dans un tel palanquin. Tonase encourage sa fille, lui parlant du bonheur à venir dès qu'elle sera mariée.
Acte IX, Yamashina kankyo no ba (« La retraite à Yamashina »). En plein cœur de l'hiver, Tonase, la femme de Kakogawa Honzō, et sa fille, Konami, arrivent au domicile de Yuranosuke à Yamashina près de Kyoto. La femme de Yuranosuke est catégorique, après tout ce qui s'est passé, il ne peut plus y avoir de mariage entre Konami et Rikiya. En désespoir de cause, Tonase et Konami décident de s'ôter la vie. À ce moment, Honzō arrive, déguisé en prêtre errant. Pour expier sa faute d'avoir retenu Hangan et l'avoir empêché de tuer Moronō, il s'enfonce délibérément la lance de Rikiya dans l'estomac et, mourant, remet à Yuranosuke et Rikiya un plan du palais de Moronō.
Acte X, Amakawaya Gihei Uchi no ba (« La maison d'Amakawaya Gihei).  L'acte X est rarement joué bien qu'il apporte une transition réaliste (joué dans le style sewamono) entre Yuranosuke qu'on retrouve dans la situation de la fin de l'acte IX et la vendetta finale. L'action se déroule chez Amakawaya Gihei, un marchand qui vit sur le port de Sakai à Osaka. Yuranosuke lui a acheté tout ce dont la vendetta aura besoin, les armes, armures et autres équipements, et lui a demandé de les livrer à Kamakura. Sachant qu'il travaillait pour la vendetta, Gihei a renvoyé tout son personnel pour que personne ne sache ce qu'il faisait. Il a même envoyé sa femme, Osono, chez son père. L'acte s'ouvre habituellement sur un groupe de bateliers qui discutent du chargement de coffres et du temps qu'il fait, puis ils se retirent et le beau-père de Gihei, Ryōchiku, arrive et lui demande de divorcer pour qu'il puisse marier Osono à un autre homme. Gihei accepte, pensant que sa femme l'a trahi. Après le départ de Ryōchiku, des gardes arrivent et accusent Gihei d'être en connivence avec les anciens serviteurs d'Hangan. Gihei refuse de les laisser ouvrir un de ses coffres qui contient des armes et des armures, menaçant même de tuer son propre fils pour apaiser leurs soupçons.
Soudain, Yuranosuke apparait et annonce à Gihei que les gardes sont, en fait, des membres de la vendetta et qu'il les a envoyés pour tester sa loyauté. Il complimente la détermination et le dévouement de Gihei à leur cause. Ils se rendent tous dans une pièce arrière pour célébrer ceci en buvant du saké lorsque la femme de Gihei, Osono, arrive pour rendre la lettre de divorce, qu'elle a volée à son père, et pour voir leur enfant. Gihei, cependant, est déchiré entre son amour pour sa femme et son devoir envers Yuranosuke qui le force à la quitter. Elle ressort à l'extérieur, où il fait maintenant nuit et est attaquée par deux hommes qui lui volent ses épingles à cheveux, son peigne et coupent sa chevelure. Yuranosuke et ses hommes réapparaissent et, prêts à partir, déposent quelques présents pour Gihei sur un éventail ouvert. Les présents se révèlent être les cheveux coupés d'Osono et quelques ornements. Yuranosuke a demandé à ses hommes de l'attaquer et de lui couper les cheveux pour que son père soit incapable de la remarier. Personne n'épouse une femme qui a les cheveux aussi courts qu'une religieuse. Dans cent jours, dit-il, ses cheveux auront repoussé et elle sera peut-être réconciliée avec son mari, Gihei. D'ici là, Yuranosuke et ses hommes auront atteint leur but. Gihei et Osono, impressionnés par son attention, le remercient sincèrement. Yuranosuke et ses hommes partent pour leur navire.
Acte XI, Koke uchiiri no ba (« L'attaque du palais de Moronō »). L'acte final se déroule au palais de Moronō pendant une nuit neigeuse. L'attaque est représentée par une série de scènes de combat tachimawari avant que Moronō ne soit finalement capturé et tué.

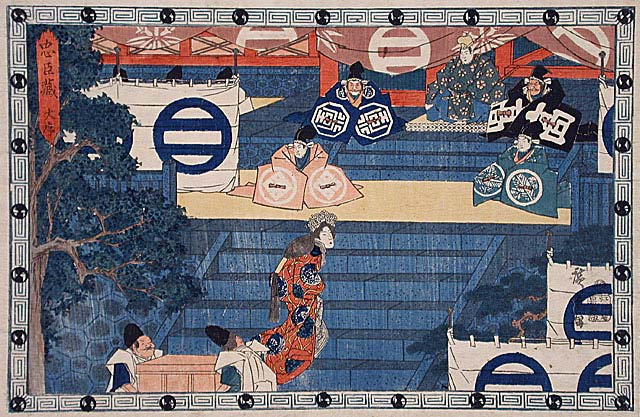
L'acte 1.
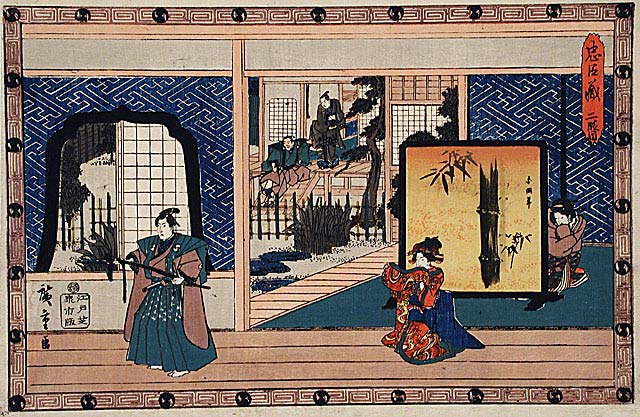
L'acte 2.
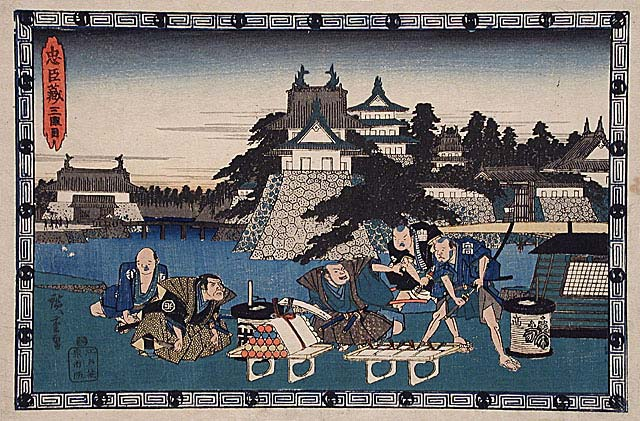
L'acte 3.
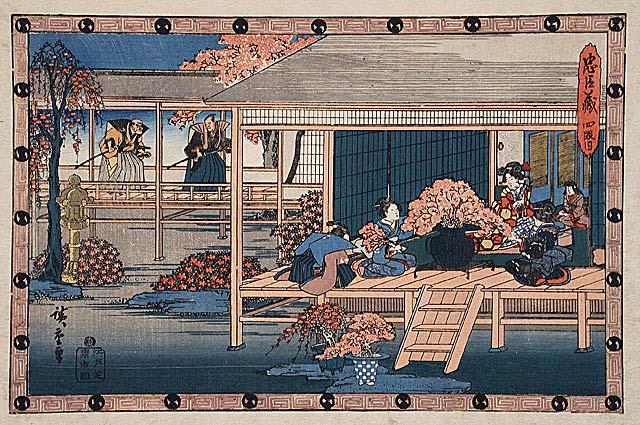
L'acte 4.
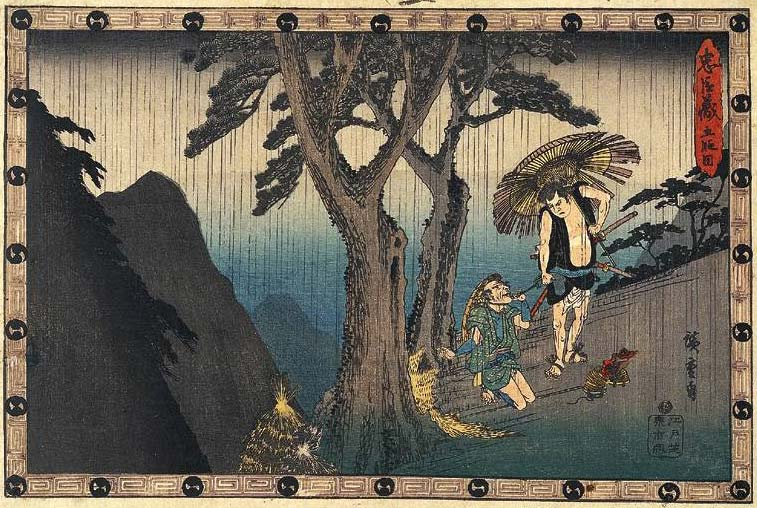
L'acte 5.
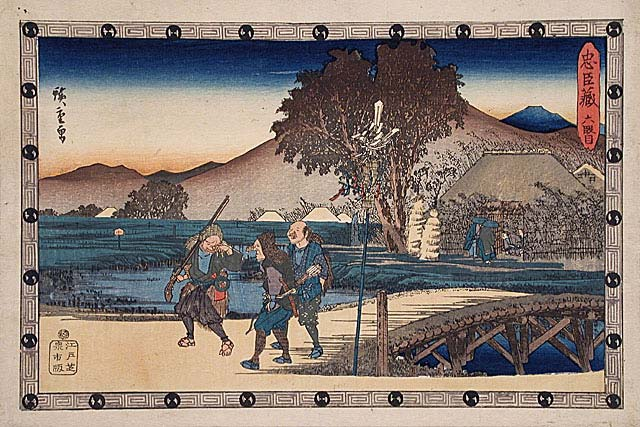
L'acte 6.
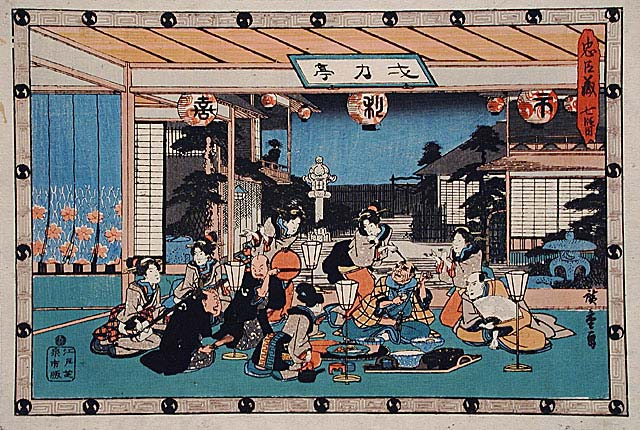
L'acte 7.
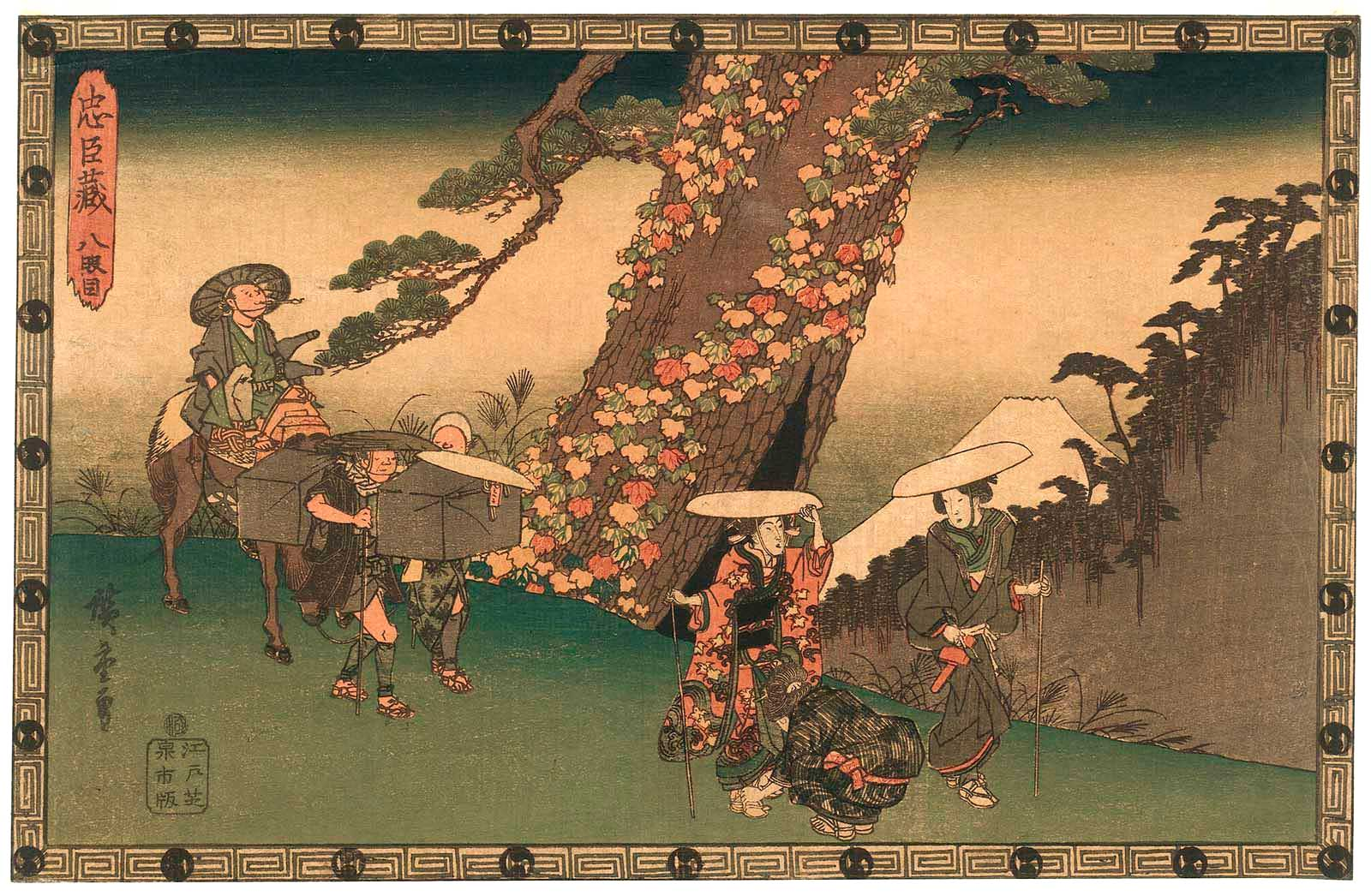
L'acte 8.
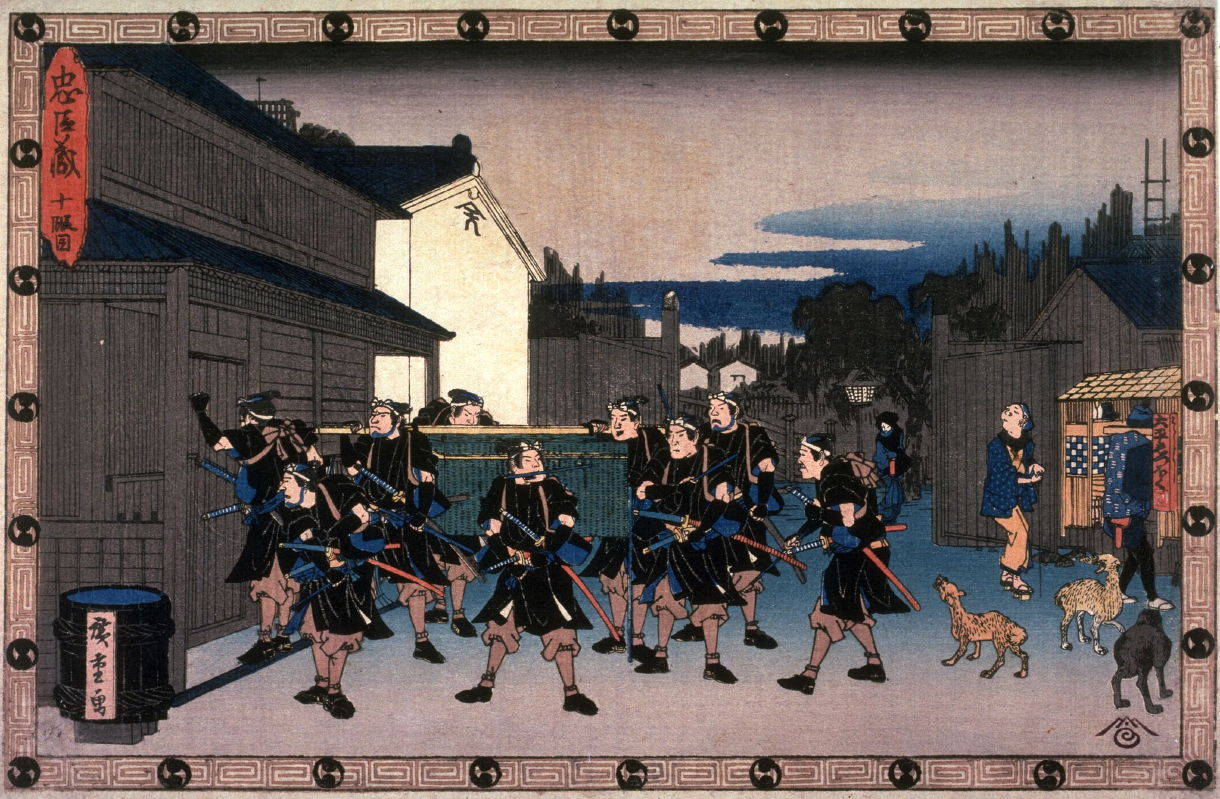
L'acte 9.
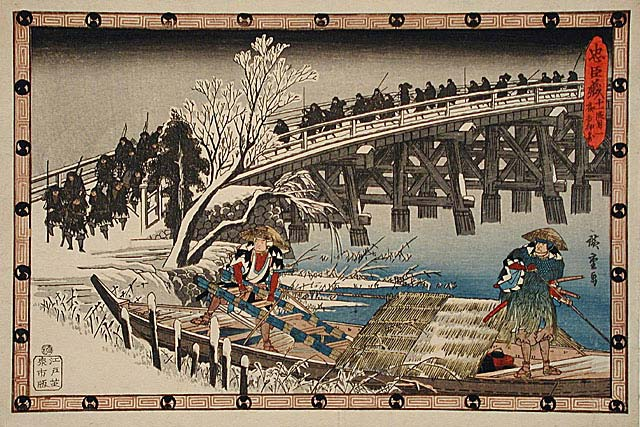
L'acte 11-1.
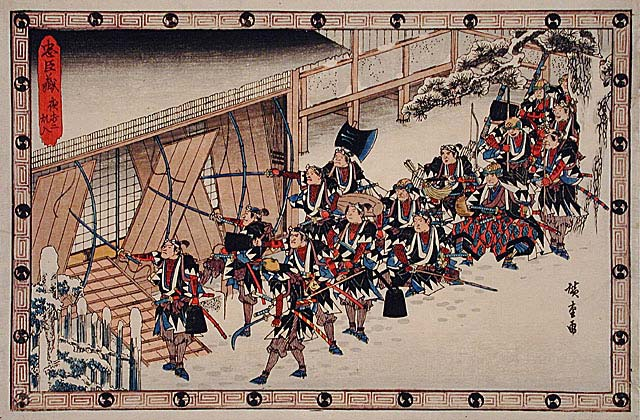
L'acte 11-2.
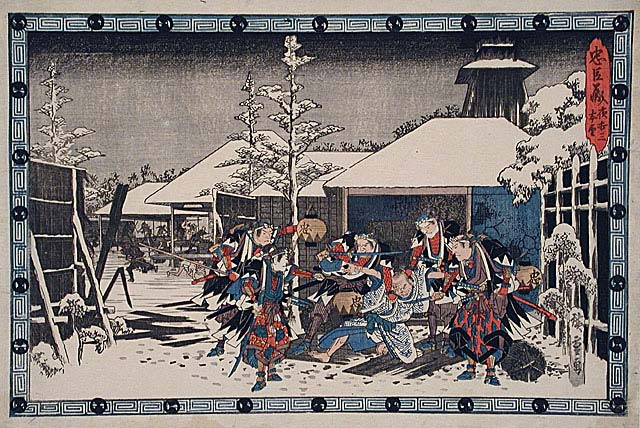
L'acte 11-3.
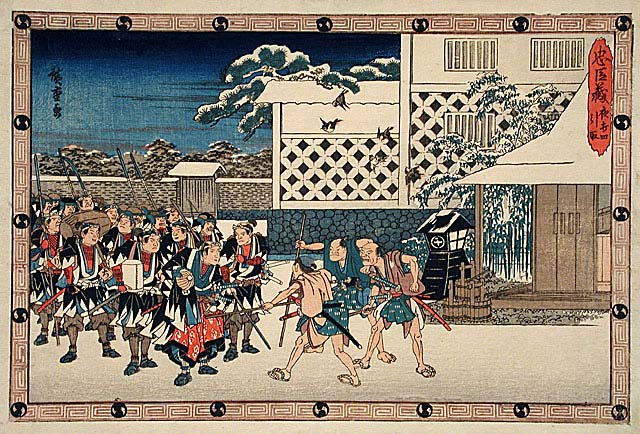
L'acte 11-4.
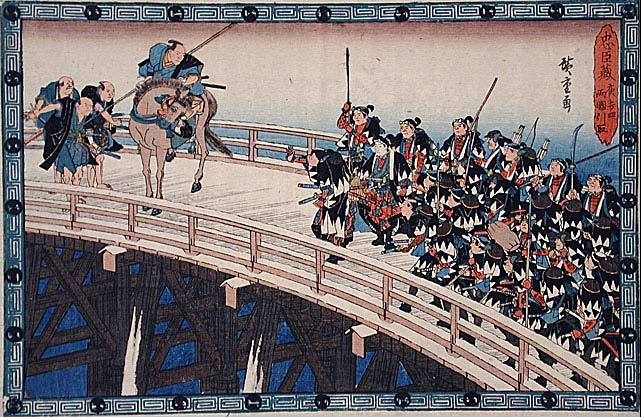
L'acte 11-5.
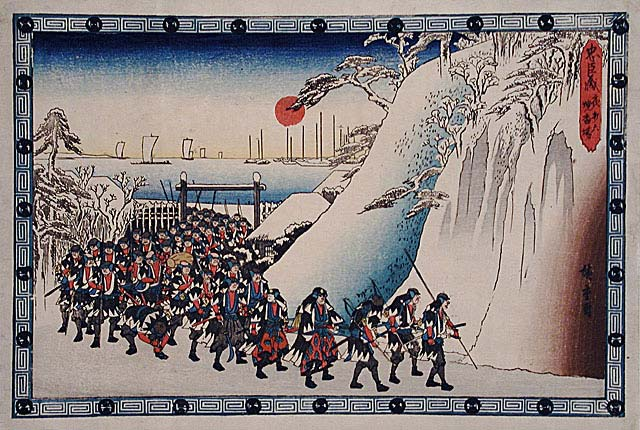
L'acte 11-6.

## Films, drames et autres productions
Par tradition, c'est au mois de décembre que les fictions Chūshingura sont présentées au public.

### Films
Le premier film Chūshingura sort en 1907, avec la réalisation d'un acte de la pièce kabuki. La première production complète suit un an plus tard. C'est l'acteur Matsunosuke Onoe qui incarna Ōishi dans cette œuvre pionnière.
L'histoire est encore adaptée au cinéma en 1928. Le film Jitsuroku Chushingura fut réalisé par Shōzō Makino pour son 50e anniversaire. Certaines parties d'origine du film furent détruites dans un incendie pendant le tournage. Néanmoins, ces parties ont pu être restaurées grâce aux nouvelles technologies.
Un film des studios Nikkatsu, fondé sur la légende, sort en 1930. Le célèbre acteur Denjirō Ōkōchi incarne le personnage d'Ōishi. Depuis lors, trois générations d'acteurs ont joué ce rôle. Les jeunes acteurs jouaient Asano, et le rôle de sa femme, Aguri, était réservé aux plus belles actrices. Kira, qui était un vieil homme, demandait évidemment un acteur âgé. Ōkōchi reprit le rôle en 1934. D'autres acteurs ont tenu ce rôle dans d'autres films, comme Tsumasaburō Bandō (1938) ou Chōjūrō Kawarasaki IV (1941).
En 1941, l'armée japonaise produisit Les 47 Ronin réalisé par Kenji Mizoguchi (Les Contes de la lune vague après la pluie). Elle voyait dans cette histoire un outil de propagande pour galvaniser le sens de la fidélité et du devoir dans le peuple. Mizoguchi a le « mauvais esprit » d'aller chercher l'argument dans Mayama Chūshingura, version intellectuellement ambitieuse, et son film sera un échec commercial, étant sorti une semaine avant Pearl Harbour.
Les militaires et le grand public boudent la première partie, qu'ils jugent trop ardue, mais le studio et Mizoguchi la considèrent comme suffisamment importante pour engager le tournage du second volet. Célèbre chez les cinéphiles qui ont eu la chance de le voir au Japon, Les 47 Ronin n'a été présenté aux Américains que dans les années 1970.
Durant l'occupation du Japon, le Commandant suprême des forces alliées a interdit les fictions fondées sur cette légende, car il estimait qu'elles propageaient un sentiment nationaliste. Grâce à Faubion Bowers, l'interdiction fut levée en 1947. En 1952, le premier film avec Chiezō Kataoka dans le rôle d'Ōishi fut produit, il reprit le personnage en 1959 et 1961. Matsumoto Kōshirō VIII, Ichikawa Utaemon, Ichikawa Ennosuke II, Kinnosuke Nakamura, Ken Takakura, et Masahiko Tsugawa sont les acteurs les plus connus qui ont joué Ōishi.
Un autre film fut encore produit en 1962 par le studio Toho et réalisé par Hiroshi Inagaki, Chushingura: Hana no Maki, Yuki no Maki. C'est l'acteur Matsumoto Kōshirō qui joue le rôle d'Ōishi. L'actrice Setsuko Hara prit sa retraite après sa prestation de Riku, la femme d'Ōishi.
Un film américain en 3D réalisé par Carl Erik Rinsch a été produit, avec Keanu Reeves en tête d'affiche. Il est sorti le 21 novembre 2012. Keanu Reeves déclarait alors ceci à propos du film : « [Le film 47 Ronin] est en 3D. C’est une sorte de western. Pour moi, il s’agit d’une histoire de vengeance et d’amour impossible. Les samouraïs deviennent rōnin, bannis, et décident d’appliquer leur vengeance sur la personne qui est responsable de la mort de leur seigneur. Et je joue un intrus, une sorte de métis doté d’un passé mystérieux, appelé Kai, qui est amoureux de la princesse qui est elle aussi amoureuse de lui, mais on ne peut pas être ensemble. Mais, au cours de ce voyage de revanche, les choses changent. »
On s’est interrogé tout de même sur la légitimité de Keanu Reeves dans la peau d’un Japonais et sur ce qu'allait donner cette nouvelle version qui est tout de même un classique du cinéma. Les acteurs japonais Hiroyuki Sanada, Tadanobu Asano, Kou Shibasaki, Rinko Kikuchi et Jin Akanishi ont fait partie de la distribution et le film aurait disposé d'un budget de 170 millions $.

### Taiga drama
Un premier taiga drama de la NHK de 1964, Akō Rōshi, fut suivi par ni plus ni moins 21 autres productions télévisées Chūshingura. Toshirō Mifune joua dans Daichūshingura sur TV Asahi en 1971, et Kinnosuke Yorozuya reprit le rôle en 1979, toujours sur TV Asahi. Dans Tōge no Gunzō, le troisième taiga drama de la NHK fondé sur la légende, on retrouve Ken Ogata, et le réalisateur Jūzō Itami dans le rôle de Kira. En 2001, Fuji TV réalisa un drama spécial de quatre heures, Chūshingura 1/47, avec Takuya Kimura dans le rôle d'Horibe Yasubei (l'un des rōnin) et Kōichi Satō dans celui d'Ōishi Kuranosuke. Kōtarō Satomi, Matsumoto Kōshirō IX, Takeshi Kitano, Tatsuya Nakadai, Hiroki Matsukata, Kin'ya Kitaōji, Akira Emoto, Akira Nakao, Nakamura Kanzaburō XVIII, Ken Matsudaira, et Shin'ichi Tsutsumi sont de ceux qui ont joué le personnage d'Ōishi. Hisaya Morishige, Naoto Takenaka, et d'autres ont interprété Kira. En 2004, Izumi Inamori interpréta Aguri (Yōzeiin), le personnage central dans le drama spécial de dix heures, Chūshingura Yōzeiin no Inbō.
Un roman de 1927 de Jirō Osaragi servit de base au taiga drama de 1964, Akō Rōshi. Eiji Yoshikawa, Seiichi Funabashi, Futaro Yamada, Kōhei Tsuka et Shōichirō Ikemiya ont également réalisé des romans sur le sujet. Maruya Saiichi, Motohiko Izawa, et Kazuo Kumada ont écrit des critiques dessus.

### Ballets
Le chorégraphe Maurice Béjart a créé un ballet sur l'histoire intitulée The Kabuki en 1986, qui fut représenté en tout plus de 140 fois dans 14 pays en 2006.

### Musique
Chushingura est le titre d'une chanson de l'album Crown of Creation de Jefferson Airplane.

## Sources de la traduction
- (en)/(ja) Cet article est partiellement ou en totalité issu des articles intitulés en anglais « Chūshingura » (voir la liste des auteurs) et en japonais « 忠臣蔵 » (voir la liste des auteurs).